# Zabeel
Zabeel (in arabo زعبيل‎?) detto anche  Za'abeel, è un quartiere ( o comunità) di Dubai, negli Emirati Arabi Uniti. Si trova nella zona meridionale di Bur Dubai.

## Territorio
Il territorio si sviluppa su un'area di 14,9 km² nella parte centro-meridionale di Bur Dubai.
Il quartiere di Zabeel è diviso in due sottocomunità:
- Zabeel First, nella parte nord, delimitato dalla Sheikh Zayed Road a nord, Oud Maitha Road a est e 2nd Za'abeel Road a sud;[4]
- Zabeel Second,delimitato dalla Sheikh Zayed Road a ovest, Oud Maitha Road a est, 2nd Za'abeel Road a nord, dal Dubai Creek a sud e dal quartiere finanziario del Downtown Dubai a sud ovest.[5]

Fra i luoghi di interesse del quartiere si possono citare:
- Dubai Garden Glow. È un parco tematico che si trova in Zabeel First. Al suo interno si trovano il Parco Luminoso, il Parco dei Dinosauri, il Parco del Ghiaccio, il Parco Magico e il Parco dell'Arte.[6]
- Dubai International Financial Centre. È una zona economica speciale di Dubai che si trova in Zabeel Second. Ospita numerose aziende finanziarie, tra cui fondi di ricchezza e investitori privati, ma anche le sedi di diverse multinazionali, esercizi commerciali, bar, ristoranti, spazi residenziali, spazi verdi pubblici, hotel e gallerie d'arte.[7]

- Zabeel Palace. È la residenza ufficiale della famiglia reale dell'emiro di Dubai. Si trova in Zabeel Second.[8]
- Grande Moschea di Zabeel. Si trova in Zabeel First. Occupa una superficie di 14,255 m² e mette a disposizione spazio per ospitare 4.000 preghiere. La moschea è stata completata nel 2012.[9]

Da notare che il Zabeel park e lo Stadio Zabeel, nonostante il loro nome, non si trovano nel quartiere Zabeel . Infatti lo Zabeel park si trova nel quartiere Al Kifaf subito a nord di Zabeel 1, mentre lo Zabeel Stadium si trova nel quartiere di Al Jaddaf.
Non ci sono fermate della Metropolitana nel quartiere, anche se ce ne sono tre della Linea Rossa nei distretti attigui di Trade Centre 1 e 2: quelle di World Trade Centre, Emirates Towers e Financial Centre.

## Bibliografia

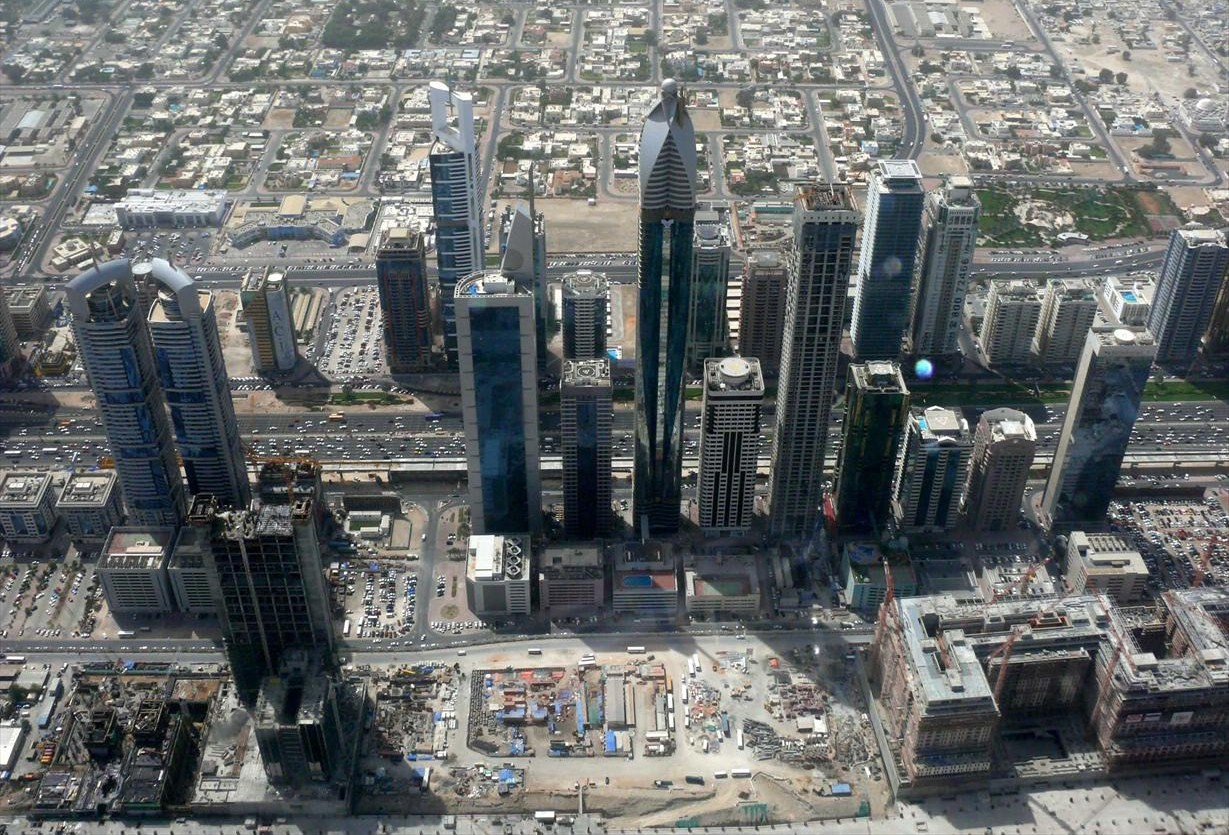
Dubai International Financial Centre.